# Bakushow
Bakushow (アルキメＤＳ Arukime DS au Japon et LOL en Amérique du Nord) est un jeu vidéo de type party game développé par Route24 et édité par Skip, sorti en 2007 sur Nintendo DS.